# Kościół w Loschwitz
Kościół w Loschwitz (niem. Loschwitzer Kirche, Loschwitz Kirche) – ewangelicki kościół parafialny znajdujący się w dzielnicy Drezna Loschwitz.

## Historia

### Do 1945
Loschwitz do początku XVIII w. wraz z okolicznymi 25 wsiami należała parafii Marii Panny. Jednak do kościoła z dzielnicy było kilka kilometrów, wtenczas bardzo uciążliwej drogi. Z tego powodu w 1702 roku Loschwitz wraz z sąsiednią wsią Wachwitz rozpoczęło starania mające na celu budowę własnej świątyni i powołanie osobnej parafii. Dwa lata później August II Mocny zezwolił na podział parafii. Na mocy posiadanych przywilejów rada miasta Drezna miała prawo wyboru projektanta i wykonawcy. Inwestycję powierzono Georgowi Bährowi i Johannowi Christianowi Fehre. 29 czerwca 1705 roku położono kamień węgielny. Budowatrwała trzy lata z krótką przerwą (wielka wojna północna). 3 sierpnia 1708 roku kościół został poświęcony. Prace wykończeniowe we wnętrzu trwały dodatkowe dwa lata.

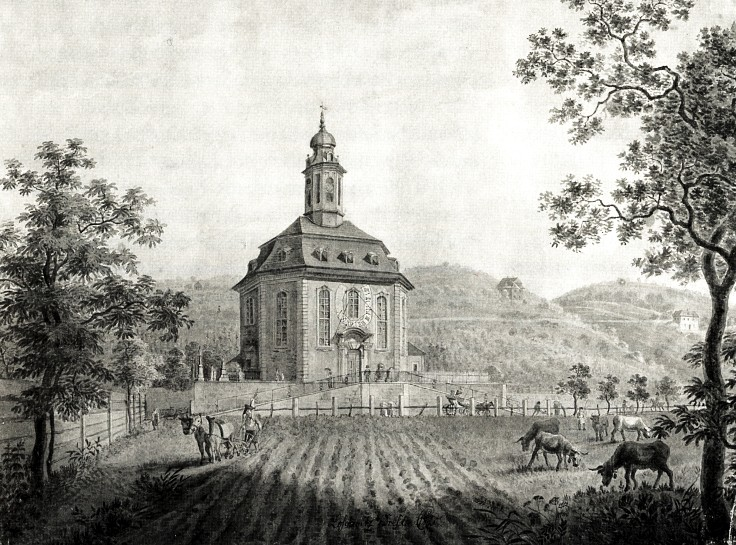
Kościół ok. 1820

Kościół był wybudowany w stylu barokowym, na planie centralnym, nakryty mansardowym dachem z sygnaturką. W roku 1710 w sygnaturce zamontowano dzwon wybijający godziny. W 1753 roku Johann Christof Leibner zabudował w kościele organy. Do ich budowy użyto części pochodzących z instrumentu w kościele Marii Panny. Na organach w Loschwitz pierwsze lekcje muzyki pobierał kompozytor Johann Gottlieb Naumann.

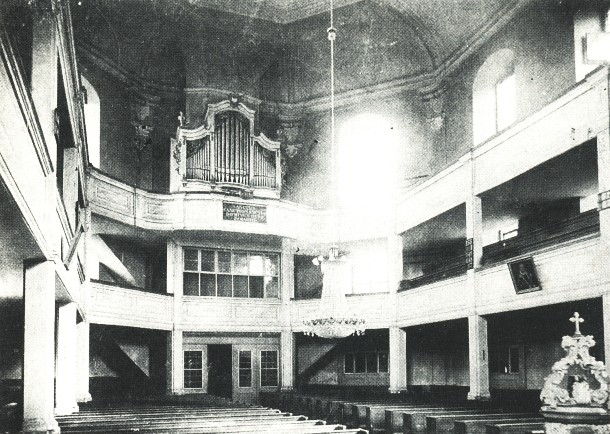
Wnętrze kościoła w 1885

W 1898 roku przeprowadzono remont wnętrza kościoła według projektu budowniczego Karla Emila Scherza. Powiększono część dla wiernych wznosząc dwa piętra empor, stare organy zastąpiono nowym instrumentem firmy Jehmlich, w oknach prezbiterium wstawiono witraże wykonane przez Georga Schwenka. Rzeźbiarz Robert Ockelmann wykonał figury apostołów Jana i Pawła, które umieszczono po bokach ołtarza. Wyremontowany kościół poświęcono 12 marca 1899 r.
W 1897 roku mieszkańcy sąsiedniego Weißer Hirsch wybudowali własną świątynię i odłączyli się od parafii Loschwitz. Niedługo później parafianie z Oberloschwitz także zaczęli myśleć o własnym kościele. Wybrano miejsce przy Rißweg i wykonano projekt, ale w jego realizacji przeszkodził brak pieniędzy. W 1933 roku, wbrew woli wielu mieszkańców, część Loschwitz na zachód od Grundstraße, przyłączyła się do parafii Weißer Hirsch.
W 1925 roku parafia zakupiła budynek ochronki przy Grundstraße 36. Od tej pory służył on różnym organizacjom religijnym i radzie parafialnej, a na piętrze mieściło się przedszkole. Podczas bombardowania Drezna w lutym 1945 roku kościół i inne budynki zostały zniszczone i spłonęły.

### Po 1945
Po wojnie parafia zabezpieczyła ruiny i zaczęła przygotowywać się do odbudowy. Podjęcie prac utrudniał brak materiałów budowlanych i trudności czynione przez władze państwowe. Uniemożliwiły one przyjęcie darowizny w postaci drewna od ewangelików z Finlandii, które miało posłużyć do wykonania więźby dachowej. Dopiero w 1967 roku młodzież z parafii odgruzowała ruiny i oczyściła je z zarośli. W roku 1969 udało się wykonać prowizoryczną dzwonnicę, na której zawieszono trzy dzwony zakupione w Apoldzie.
W 1978 roku kościół wpisano do rejestru zabytków. W 1984 roku powołano komitet, który zajął się przygotowaniem planów odbudowy. Dopiero zjednoczenie Niemiec w 1990 roku umożliwiło podjęcie pełnych prac. Po uzyskaniu pomocy finansowej z Monachium 29 czerwca 1991 roku położono kamień węgielny pod odbudowę. Odbudowany kościół poświęcono 2 października 1994 roku. Nowe organy wykonane przez firmę Wegscheider poświęcono 5 października 1997 roku. Pulpit dla lektora i chrzcielnicę wykonał Peter Makolies. Wybudowano także dwa piętra empor. Pod koniec XX wieku wyremontowano cmentarz z historycznymi nagrobkami. Został na nim pochowany m.in. James Ogilvy, 7. hrabia Findlater i 4. hrabia Seafield. Ponadto na cmentarzu znajduje się płyta z 1920 roku ku pamięci malarza Gerharda von Kügelgena i jego syna Wilhelma. Autorem pomnika jest rzeźbiarz i architekt Carl Weidemeyer.

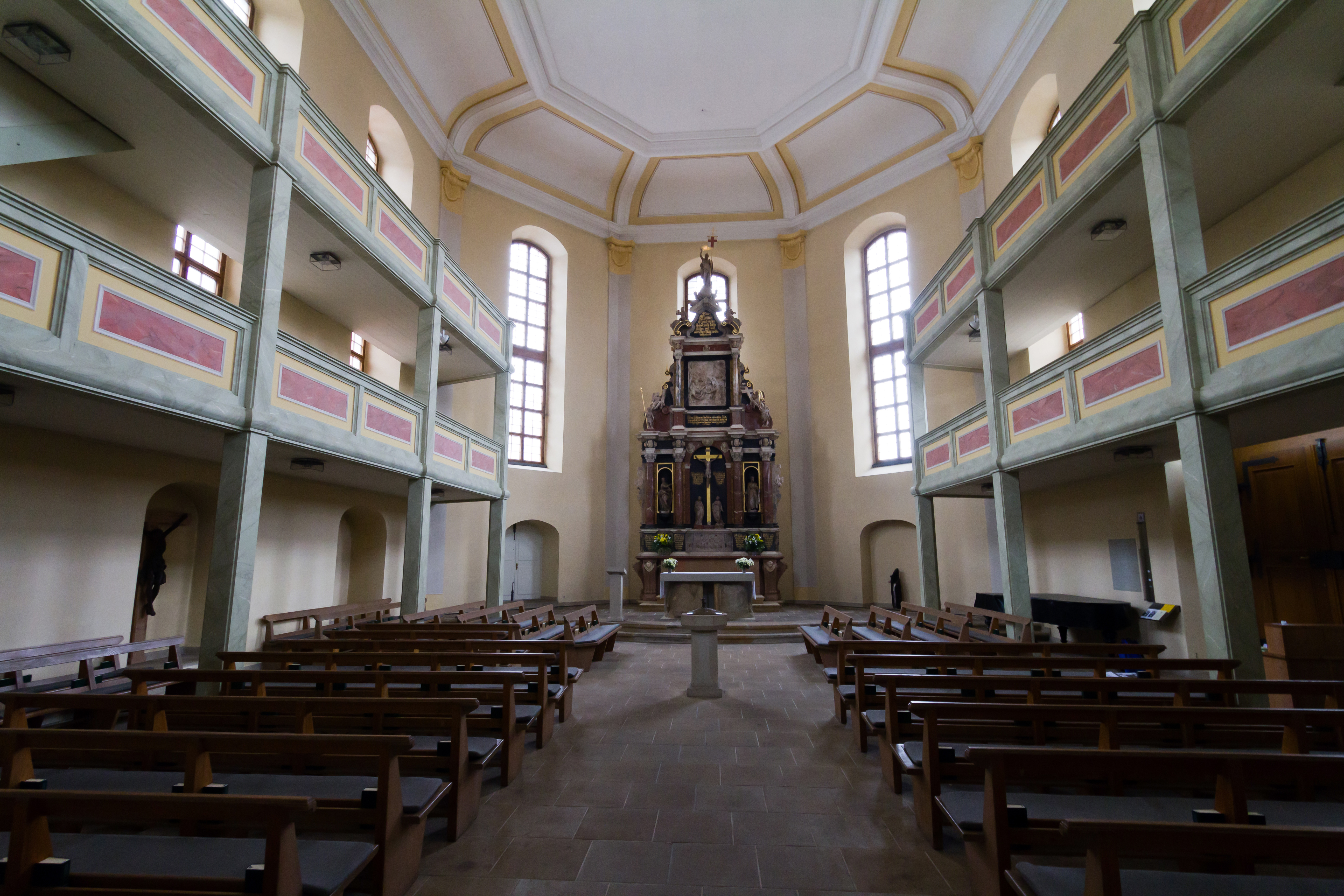
Wnętrze kościoła

We wnętrzu kościoła w Loschwitz znajduje się ołtarz pochodzący ze zniszczonej w 1945 roku świątyni św. Zofii (Sophienkirche). Powstał on w latach 1606–1607 na zamówienie elektorowej Zofii (wdowy po Krystianie I) według projektu włoskiego architekta Giovanniego Marii Nosseniego. Wykonanie powierzono rzeźbiarzom z drezdeńskiej rodziny Walther. Zabytek jest wykonany z wapienia, marmuru i serpentynitu. Podczas wojny został on zabezpieczony: zamurowano predellę z przedstawieniem Ostatniej Wieczerzy, zdjęto figury i wykonano gipsowe modele pozostałych elementów. Ocalałe części ołtarza zabezpieczono w 1946 r., a po zburzeniu kościoła św. Zofii jego części trafiły do depozytu konserwatora zabytków Państwowych Zbiorów Sztuki i kościoła św. Trójcy (Trinitatiskirche). 1 kwietnia 1993 r. parafia w Loschwitz złożyła wniosek o przekazanie jej ołtarza. W 1995 roku rozpoczęto przygotowania do jego rekonstrukcji, którą rozpoczęto w roku 1998. Zabytek złożono z prawie 400 części oraz uzupełniono brakujące fragmenty. 6 października 2002 roku ołtarz został poświęcony.